# Sœurs missionnaires de la Charité de Marie Immaculée
Les sœurs missionnaires de la Charité de Marie Immaculée (en latin : Congregatio Missionariarum a Caritate Mariae Immaculatae) forment une congrégation religieuse féminine hospitalière et enseignante de droit pontifical.

## Histoire
La congrégation est fondée le 18 avril 1934 à Mexico par le Père Moisés Lira Serafín (1893-1950), missionnaire de l'Esprit Saint, avec la permission de son supérieur Félix de Jésus Rougier (1859-1938). La communauté est érigée en congrégation religieuse de droit diocésain le 1er mai 1949 par Gerardo Anaya y Diez de Bonilla, évêque du diocèse de San Luis Potosí.
La communauté connaît un développement rapide ; en 1949, elle possède déjà 2 collèges et 5 hôpitaux ; la première maison à l'étranger est fondée au Guatemala en 1966. L'institut reçoit le décret de louange le 4 août 1975.

## Activités et diffusion
Les sœurs se consacrent à l'assistance des pauvres, au soin des malades dans les sanatoriums et hôpitaux psychiatriques, à l'enseignement et aux missions étrangères.
Elles sont présentes en:
- Amérique : Mexique, Guatemala, Chili, États-Unis.
- Afrique : Kenya.

La maison-mère est à Mexico. 
En 2017, la congrégation comptait 241 sœurs dans 40 maisons.